# نوریتو یاشیما
نوریتو یاشیما (انگلیسی: Norito Yashima؛ زادهٔ ۲۷ سپتامبر ۱۹۷۰) بازیگر، صداپیشگی در ژاپن، و شخصیت‌های تلویزیونی در ژاپن اهل ژاپن است.
از فیلم‌ها یا برنامه‌های تلویزیونی که وی در آن نقش داشته‌است می‌توان به قصه‌های غیر معمول، همه اطراف ما، و ۱۳ ارباب شوگون اشاره کرد.